# سیبل اسمولووا
سیبل اسمولووا (به چکی: Sybil Smolova) هنرمند رقص و بازیگر اهل جمهوری چک و اتریش در دوران فیلم‌های صامت بود.
از فیلم‌هایی که وی در آن‌ها نقش داشته است، می‌توان به آنا و الیزابت اشاره نمود.